# گایله بلوت
گایله بلوت (اسپانیایی: Gayle Bluth‎; ۱۹ آوریل ۱۹۲۵ – ۱۹ ژانویهٔ ۲۰۱۳) بازیکن بسکتبال اهل مکزیک بود. وی در بازی‌های المپیک تابستانی ۱۹۶۰ شرکت کرده‌است.